# Дзіви
Дзіви (пол. Dziwy) — село в Польщі, у гміні Любовідз Журомінського повіту Мазовецького воєводства.
Населення — 63 особи (2011).
У 1975-1998 роках село належало до Цехановського воєводства.

## Демографія
Демографічна структура станом на 31 березня 2011 року:
|          | Загалом | Допрацездатний вік | Працездатний вік | Постпрацездатний вік |
| -------- | ------- | ------------------ | ---------------- | -------------------- |
| Чоловіки | 30      | 6                  | 17               | 7                    |
| Жінки    | 33      | 9                  | 17               | 7                    |
| Разом    | 63      | 15                 | 34               | 14                   |